# Aechmea tayoensis
Espèce
Classification phylogénétique
Statut de conservation UICN

 EN B1ab(iii) : En danger
Synonymes
- Chevaliera tayoensis (Gilmartin) L.B.Sm. & W.J.Kress

Aechmea tayoensis est une espèce de plante de la famille des Bromeliaceae, endémique d'Équateur.

## Synonymes
- Chevaliera tayoensis (Gilmartin) L.B.Sm. & W.J.Kress[1].